# Эвере
Эвере (нидерл. и фр. Evere), во французском произношении Эвер — одна из 19 коммун Брюссельского столичного региона. Занимает площадь 5,02 км². Население коммуны составляет 36 492 человека (2011 год).
Является членом движения «Медленный город» (итал.  Cittaslow).

## История
Ранние письменные упоминания о Эвере относятся к XII веку, в письменных текстах этого времени Эвере упоминается под названием Everna или Everne. За свою историю Эвере находился в собственности многих различных вельмож первым известным из них был некий Анри де Баутерсем (Henri de Boutersem), известный из документа 1298 года.
Семья Валкиерсив (Walckiers) завладела этим селением в 1772 году и владела им до падения «старого режима», который был свергнут во время Великой французской революции. В 1795 году Эвере получил статус коммуны.
В течение всего XIX века Эвер оставался сельскохозяйственным предместье Брюсселя. Его хозяйства были известны своими турнепсом и редисом. В середине XIX века здешние фермеры стали одними из первых в регионе, кто начал выращивать цикорий.
В 1900 году здесь проживало около 3800 жителей. В 1915 году во время Первой мировой войны, немецкой армией здесь был построен аэродром, получивший название Турноифельд (Ternooiveld — турнирной поле) из-за того, что сын короля Филипп II посетил здесь рыцарский турнир в 1549 году. После войны аэродром использовался бельгийской армией и государственной авиакомпанией Sabena. Начиная с 1925 года отсюда совершались полёты в Бельгийское Конго, а в 1927 году 200 000 бельгийцев встречали здесь известного американского лётчика Чарльза Линдберга, который прилетел сюда на своём самолёте «Spirit of Saint-Louis», на котором он недавно совершил первый трансатлантический перелёт из Нью-Йорка в Париж.
Во время Второй мировой войны аэропорт использовался немецкими люфтваффе. Окончательно он был закрыт в 1950 году.
Между двумя мировыми войнами населения Эвери возросло. Это произошло благодаря наличию здесь аэродрома и строительству жилья, в том числе «города-сада» (нидерл. Tuinbouw, фр. le Tuinbouw) по проекту архитектора Жана-Жюля Егерикса. Накануне Второй мировой войны население коммуны возросло до 14 000 человек.
После войны в Эвери появились новые бульвары, а также были построены промышленные объекты.
Характерной особенностью Эвера является то, что по переписи 1947 года между 19 коммун, образующих теперь Брюссельский столичный регион, он оказался единственной коммуной, где фламандскоязычная часть населения количественно доминировала над франкоязычным населением.